# Берестовец (Ровненская область)
Берестове́ц (укр. Берестовець) — село в Головинской сельской общине Ровненского района Ровненской области Украины.
До 2020 года входило в Костопольский район.
Население по переписи 2001 года составляло 810 человек. Почтовый индекс — 35043. Телефонный код — 3657. Код КОАТУУ — 5623480803.